# Begumganj
Begumganj è un sottodistretto (upazila) del Bangladesh situato nel distretto di Noakhali, divisione di Chittagong. Si estende su una superficie di 238,37 km² e conta una popolazione di 549.308 abitanti (dato censimento 1991).